# Siodłkowicka Góra
Siodłkowicka Góra – wzgórze, wzniesienie, położone w obrębie Wzgórz Trzebnickich, w mikroregionie Wzgórz Skrzypińskich. Wierzchołek znajduje się w gminie Wołów, w obrębie ewidencyjnym wsi Siodłkowice. Położony jest na wysokości bezwzględnej wynoszącej 171 m n.p.m.

## Położenie i otoczenie
Siodłkowicka Góra jest jednym ze wzniesień Wzgórz Trzebnickich, będących mezoregionem o identyfikatorze 318.44 (według regionalizacji fizycznogeograficznej opracowanej przez Jerzego Kondrackiego), należących do Wału Trzebnickiego (makroregion o indeksie 318.4). W ramach tych Wzgórz Trzebnickich wyróżnia się także mikroregion, obejmujący Siodłkowicką Górę – Wzgórza Skrzypińskie (mikroregion o indeksie 318.443). Wzniesienie to leży w południowej części wymienionego mikroregionu. Pod względem regionalizacji przyrodniczo-leśnej wzgórze położone jest w mezoregionie Wzgórz Trzebnicko-Ostrzeszowskich. Ponadto warto zaznaczyć, iż obszar ten leży w granicach Parku Krajobrazowego Dolina Jezierzycy.
Wzniesienie otoczone jest Wzgórzami Skprzypińskimi, a w ich ramach najbliższymi wzniesieniami są: na zachód – Straszowicka Góra i Czubatka, na północ – Piaskowiec, na południe – Smolno, Kocierz i Swojno, na wschód – Brzeźnik i Kraniec.
Natomiast pod względem podziału administracyjnego wzniesienie jest położone na terenie gminy Wołów (w obrębie ewidencyjnym Siodłkowice). Gmina ta przynależy do powiatu wołowskiego w województwie dolnośląskim.

## Charakterystyka
Przyjmuje się, że najwyższy punkt wzgórza Smolna osiąga wysokość bezwzględną wynoszącą 171 m n.p.m.. I taka wysokość wzniesienia ujęta jest w rozporządzeniu Prezesa Rady Ministrów z 1954 r. określające jego nazwę. Niemiecka, przedwojenna mapa z ówczesną nazwą wzniesienia, pokazuje nico inną, podaną z większą dokładnością, wartość koty wierzchołka na poziomie 170,5 m n.p.m.. Natomiast w niektórych współczesnych opracowaniach, serwisach internetowych czy mapach podawana bywa wysokość bezwzględna wierzchołka na poziomie 172 m n.p.m..
Teren masywu wzniesienia pokryty jest lasem, ale na północ i wschód od niego las kończy się, a za to rozpościerają się tereny rolnicze i wzmiankowana wyżej wieś Siodłkowice. Okoliczne lasy podlegają nadleśnictwu Wołów, leśnictwu Garwół. Jest to las gospodarczy, pod względem typu siedliskowego lasu określany jako bór mieszany świeży. Wiek drzewostanu na styczeń 2025 r. to 84 lata, a dla niewielkiego części drzewostanu 149 lat. Dominuje sosna zwyczajna, ale występują także taki gatunki jak: świerk pospolity, robinia akacjowa, brzoza brodawkowata, dęby, jarząb pospolity kruszyna pospolita i czeremcha pospolita.
Na wschód od wierzchołka, w jego bliskim sąsiedztwie, przebiega droga łącząca Siodłkowice (w kierunku północnym) ze Sławowicami, Garwołem i Miłczem (w kierunku południowym i południowo-zachodnim).

## Nazwa
Nazwa własna – Siodłkowicka Góra – jest nazwą urzędową. Została ustalona i ujęta w państwowym rejestrze nazw geograficznych na podstawie Zarządzenia nr 70 z dnia 30 marca 1954 r. wydanego przez Prezesa Rady Ministrów (Monitor Polski z 1954 nr 38, poz. 516). Odnosi się ona do ukształtowania terenu należącego do rodzaju wzgórza, wzniesienia. W rejestrze tym przypisano jej identyfikator: PRNG – 205710, identyfikator IIP – PL.PZGiK.320.NGRP.205710. Podaje on następujące współrzędne geograficzne punktu głównego masywu: szerokość geograficzna – 51°23'01" N, długość geograficzna – 16°44'41" E. W rejestrze tym jest ważna od 14.04.2015 r..
W czasie przynależności tego obszaru do Niemiec wzniesienie nosiło nazwę w języku niemieckim – Fuchs Berg. Warto przy tym dodać, że ówcześnie wierzchołek wzniesienia nie był pokryty – jak współcześnie – lasem, choć w rejonach jego podnóża znajdowały się niewielkie zalesienia.